# Касарьега Кордоба, Мартин
Мартин Касарьега Кордоба (исп. Martín Casariego Córdoba, род. 1962, Мадрид, Испания) — испанский писатель. Опубликовал более дюжины романов, а также сценарии, рассказы для детей, сборники эссе и рассказов. Считается одним из самых интересных современных испанских прозаиков.
Самый успешный роман писателя — «И сказать тебе какую-нибудь глупость, например, я тебя люблю» (1995) (исп. Y decirte alguna estupidez, por ejemplo, te quiero) был написан для подростков и имел большой успех в Испании, было продано 150 000 экземпляров книги. По роману в 2000 году был снят одноименный фильм, режиссёр Антонио дель Реаль.
На русский переведен его роман «Меня не купишь», 1995, (исп. Mi precio es ninguno). Приезжал в Москву в 2007 году представлять русское издание романа.

## Сценарии
Мартин Касарьега написал несколько сценариев в соавторстве с другими сценаристами.
- Люблю твою постель (исп. Amo tu cama rica) (Emilio Martínez-Lázaro, 1991).
- Дважды два (исп. Dos por dos) (Eduardo Mencos, 1994).
- Сентиментальные причины (исп. Razones sentimentales) (Antonio A. Farré, 1996).
- Желтый источник (исп. La fuente amarilla) (Miguel Santesmases, 1998).
- Голубые дни (исп. Días azules) (Miguel Santesmases, 2006).
- (исп. Anastezsi) (Miguel Alcantud, 2007).

## Романы
- Вот такой друг (исп. Un amigo así) (Planeta, 2013).
- Стая собак и туман (исп. La jauría y la niebla) (Algaida, 2009).
- По дороге Улектры (исп. Por el camino de Ulectra) (Anaya, 2007).
- Снег на солнце (исп. Nieve al sol) (Espasa, 2004).
- Две в одной (исп. Dos en una )(Anaya, 2002).
- Целые поля в цветах (исп. Campos enteros llenos de flores) (Muchnik Editores, 2001).
- Короткая весна, долгая зима (исп. La primavera corta, el largo invierno) (Espasa Calpe, 1999; Círculo de Lectores, 2000).
- Дочь полковника (исп. La hija del coronel) (Algaida Editores, 1997; Círculo de Lectores 1999; Alianza Editorial, 2000).
- А любовь совсем не торопится! (исп. Qué poca prisa se da el amor) (Anaya, Espacio Abierto, 1997).
- Мальчик, который подражал Роберто Карлосу (исп. El chico que imitaba a Roberto Carlos) (Anaya, Espacio Abierto, 1996).
- Меня не купишь (исп. Mi precio es ninguno) (Plaza & Janés, 1996, Espasa Calpe, 1999).
- И сказать тебе какую-нибудь глупость, например, я тебя люблю (исп. Y decirte alguna estupidez, por ejemplo, te quiero) (Anaya, Espacio Abierto, 1995; Círculo de Lectores, 1998).
- Некоторые девочки как все (исп. Algunas chicas son como todas) (Plot, 1992; Espasa Calpe, 2000).
- Что тебе рассказать (исп. Qué te voy a contar) (Anagrama, 1989), Premio Tigre Juan del Ayuntamiento de Oviedo a la mejor primera novela publicada en español en ese año.

## Награды
- Премия Тигре Хуан муниципалитета Овьедо за дебют в литературе, 1990 год. Роман «Что тебе рассказать» (исп. Qué te voy a contar)
- Премия за роман Атенео Севильи, 1997, за книгу «Дочь полковника» (исп. La hija del coronel)
- IV Премия Anaya за детскую и юношескую литературу, 2007, за роман «По дороге Улектры» (исп. Por el camino de Ulectra)
- II Премия города Логроньо за роман, 2008, за роман «Стая собак и туман» (исп. La jauría y la niebla)